# Vochysia saccata
Vochysia saccata är en tvåhjärtbladig växtart som beskrevs av Stafleu. Vochysia saccata ingår i släktet Vochysia och familjen Vochysiaceae. Inga underarter finns listade i Catalogue of Life.